# Hogna ocellata
Hogna ocellata är en spindelart som först beskrevs av Ludwig Carl Christian Koch 1878.  Hogna ocellata ingår i släktet Hogna och familjen vargspindlar.
Artens utbredningsområde är Azerbajdzjan. Inga underarter finns listade i Catalogue of Life.